# Clé de détermination
« Clé dichotomique » redirige ici. Pour les autres significations, voir Clé et Dichotomie.
En biologie, une clé de détermination est un outil d'identification de taxons (espèce, de genre, famille, etc) reposant sur une succession d'alternatives portant sur les caractères d'un spécimen qui permet de l'identifier, étape par étape ; grâce à ses attributs, c'est-à-dire de l'assigner à un taxon scientifiquement décrit et nommé, et donc de lui donner un nom.
Les clés présentant souvent deux possibilités lors de chaque choix, elles sont parfois appelées clés dichotomiques, cependant certaines étapes peuvent présenter trois propositions ou davantage : elles sont alors « polytomiques ».
Il existe des clés de détermination pour les différents groupes zoologiques et botaniques, comme pour les champignons, bactéries, virus, et à chaque niveau taxinomique : clés des ordres, des familles, des genres, des espèces.
Une des premières clés de détermination serait celle de la Flore française de Lamarck publiée en 1779.
Une clé de détermination peut aussi être utilisée dans d'autres disciplines des sciences naturelles : typiquement, en minéralogie et en pétrographie, pour l'identification respectivement des minéraux (parfois, à l'aide d'un microscope polarisant) et des roches.

## Détermination et classification
Alors que la systématique regroupe les êtres vivants en taxons de différents niveaux par un processus d'agglomération, l'identification repose sur une classification préexistante et assigne l'individu observé à un groupe de la classification. Ces deux processus très différents de la classification et de la détermination ont souvent été confondus. 
Ainsi, des clés dites "naturelles" suivent une classification, à chaque nœud correspondant un taxon, comme la Flore complète portative de Gaston Bonnier.

## Méthodes de détermination
Par opposition à la méthode synthétique de détermination, qui procède par la reconnaissance globale sans décomposition des caractères, une clé de détermination suit la méthode analytique, qui identifie un spécimen en reconnaissant explicitement des caractères. Après avoir identifié plusieurs fois un taxon par la méthode analytique, l'expert reconnait souvent une espèce par la méthode synthétique, identifiant de loin le taxon alors qu'il ne peut reconnaitre les caractères permettant l'identification.
Par opposition aux méthodes d'identification polythétiques qui prennent en compte en même temps un ensemble de caractères (par exemple en calculant un indice de ressemblance globale) une clé de détermination est une méthode monothétique, s'intéressant successivement à chaque caractère.
Les clés de détermination sont de deux types selon l'accès que l'on a aux caractères :
- à accès simple : l'ordre des caractères est fixe et déterminé par le concepteur de la clé. Il s'agit par exemple des clés de détermination traditionnelles. Cette méthode présente la limite importante de bloquer l'utilisateur si un caractère demandé lui est inaccessible (portant sur le fruit alors que son spécimen est en fleur, sur le mâle alors qu'il détermine une femelle, etc.).
- à accès multiple : l'ordre des caractères est libre et choisi par l'utilisateur. Une première méthode de clé à accès multiple est le système de cartes perforées. Chaque carte décrit un taxon, et chaque état de caractère est marqué par un trou, fermé si l'état correspond au taxon et ouvert dans le cas contraire. En introduisant une pointe dans le trou, seules les cartes dont le trou est fermé restent. La limite de cette technique est son utilisation peu pratique. De nouvelles méthodes de clé de détermination assistées par ordinateur rendant possible l'accès multiple se développent, comme le logiciel Xper2[2].

## Évolutions et prospectives
Avec les progrès de la bio-informatique et des NTIC, on voit apparaître depuis la fin des années 1990 :
- des logiciels d'aide à l'identification. Ils ont notamment l'avantage d'être à accès multiple et d'ajouter de nombreuses informations (images, liens vers des bases de données, etc.). Ils peuvent être textuels Xper2[2] ou visuels (par exemple le logiciel IDAO[3]). L'approche visuelle permet d'être accessible à tous les utilisateurs en s'affranchissant du vocabulaire technique et la comparaison directe. Des approches par analyse d'images sont également mises en œuvre, notamment sur les espèces de la Flore française à travers le logiciel Pl@ntNet. Il en existe pour de nombreux groupes taxinomiques, comme les chiroptères[4]. Certains sont facilement utilisables sur des matériels nomades, tels que PDA ou petits ordinateurs portables de terrain.

Quelques logiciels sont adaptés aux langues locales, comme le logiciel identification des espèces d’arbres des forêts des Ghâts occidentaux, en Inde, qui a été primé par le Centre de bio-informatique de l'université de Pondichéry et qui a aussi reçu le prix Manthan Asie du Sud 2009. Ce logiciel a été réalisé dans le cadre d'un projet européen Biotik.
- des logiciels de reconnaissance visuelle automatisée, comme le logiciel IKONA[7] de reconnaissance de plantes par extraction de points d'intérêts sur les photos et cherchant dans une base de données des photos ayant des points similaires (texture, forme et couleurs) ou basée sur la morphométrie comme le programme ApiClass[8] qui reconnaît les sous-espèces de l'abeille domestique à partir des nervures alaires.
- des puces à ADN pourront sans doute dans un proche avenir permettre, à des coûts raisonnables l'identification précise d'espèces, de provenance géographique ou d'identité génétique. Cette technique est appelée le DNA barcoding.

Ces puces et ces logiciels experts ou d'aide à la reconnaissance pourraient notamment faciliter le travail des douaniers, des forestiers, pêcheurs, naturalistes, parataxonomistes et autorités de contrôle concernant la traçabilité de certains produits (bois exotiques, bois précieux ou écocertifiés, matériaux ou espèces appartenant à des espèces dont le commerce est interdit ou réglementé par la CITES par exemple).